# José Ramón Undurraga Ramírez
José Ramón Undurraga Ramírez de Saldaña (Valparaiso,1810-Santiago, 1862) fue un abogado y político chileno. Diputado suplente entre 1837 a 1840.

## Biografía
Hijo del español bilbaíno Manuel María de Undurraga y Yavar y María Dolores Ramírez de Saldaña y Velasco. Nació en la ciudad de Santiago. Se casó en 1834 con doña Dominga Vicuña y Aguirre y tuvieron catorce hijos. Entre ellos, el diputado Francisco Ramón Undurraga Vicuña.

## Vida pública
Fue electo diputado suplente por "Ancud", período 1837-1840; reemplazó al diputado propietario, que obtuvo licencia el 14 de junio de 1839.
Se alejó de la vida pública en el periodo de Manuel Bulnes y se dedicó a la hacienda que había heredado hasta su muerte en el año 1862.